# Магнолія японська
Маґнолія японська, маґнолія кобус, маґнолія кобусі (Magnolia kobus) — вид рослин родини маґнолієві (Magnoliaceae).

## Класифікація
Виділяють два різновиди var. borealis — дерево заввишки 25 м та листям до 15 см і var. kobus заввишки 10 м та листям 10 см.

## Будова
Цвіте ранньою весною запашними білими квітами до 10 см в діаметрі з легким світло-рожевим відтінком. Квіти з'являються до появи листя. Листя овальне, темно-зелене 8-15 см. Восени жовтіє і опадає.

## Поширення та середовище існування
Походить з Далекого Сходу (Японія, Корея). В Україні росте у Ботанічному саді ім. Гришка, у м. Львів (на вул. Бандери, 12 — Магнолія Кобус (Львів, вул. С. Бандери, 12); вул. І. Франка, 133; вул Рудницького, 25 — Магнолія Кобус (3 екз.)), в смт Брюховичі (вул. Гайова, 3 — Магнолія Кобус (Львів-Брюховичі)), в Тернополі (Тернопільські магнолії), Болехові (Парк «Арборетум»).

## Практичне використання
Декоративна рослина. Має культурні сорти.
В Японії бруньки та квітки вживають в їжу, пелюстки маґнолії додають до чаю. Висушене та змелене листя застосовують як приправу до їжі.

## Цікаві факти
При розкопках села Асада часів бронзової доби (близько 2000 років тому) було знайдено насіння цієї маґнолії. Археологи вирішили проростити насіння і з нього виросло дерево. На відміну від теперішньої маґнолії у квіток дерева з бронзової доби було 7-8 пелюсток замість 6-ти. Невідомо, чи це є результатом пошкодження ДНК через час, чи давні маґнолії дійсно мали таку кількість пелюсток.

## Галерея

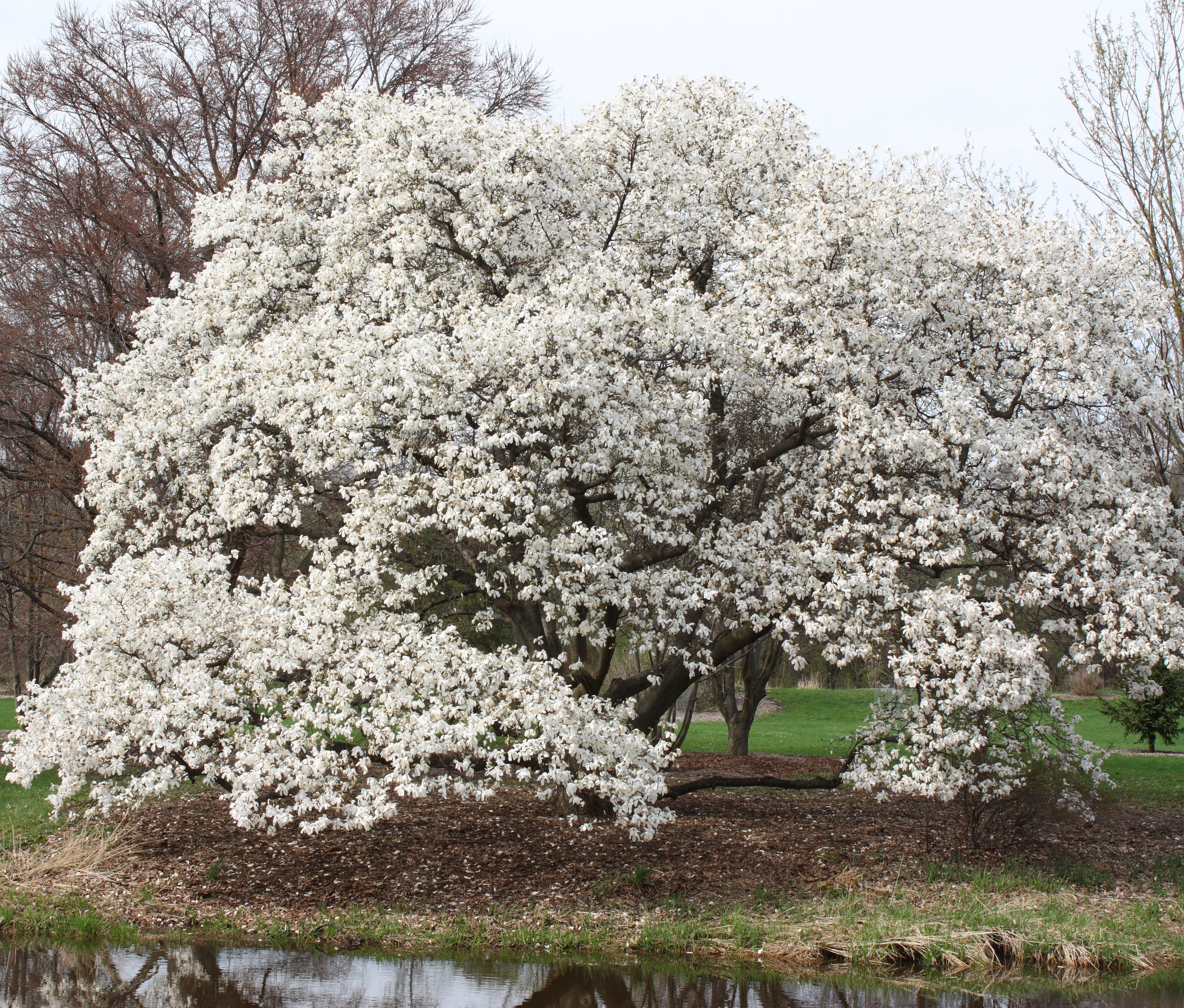
Зовнішній вид рослини Magnolia kobus var. borealis
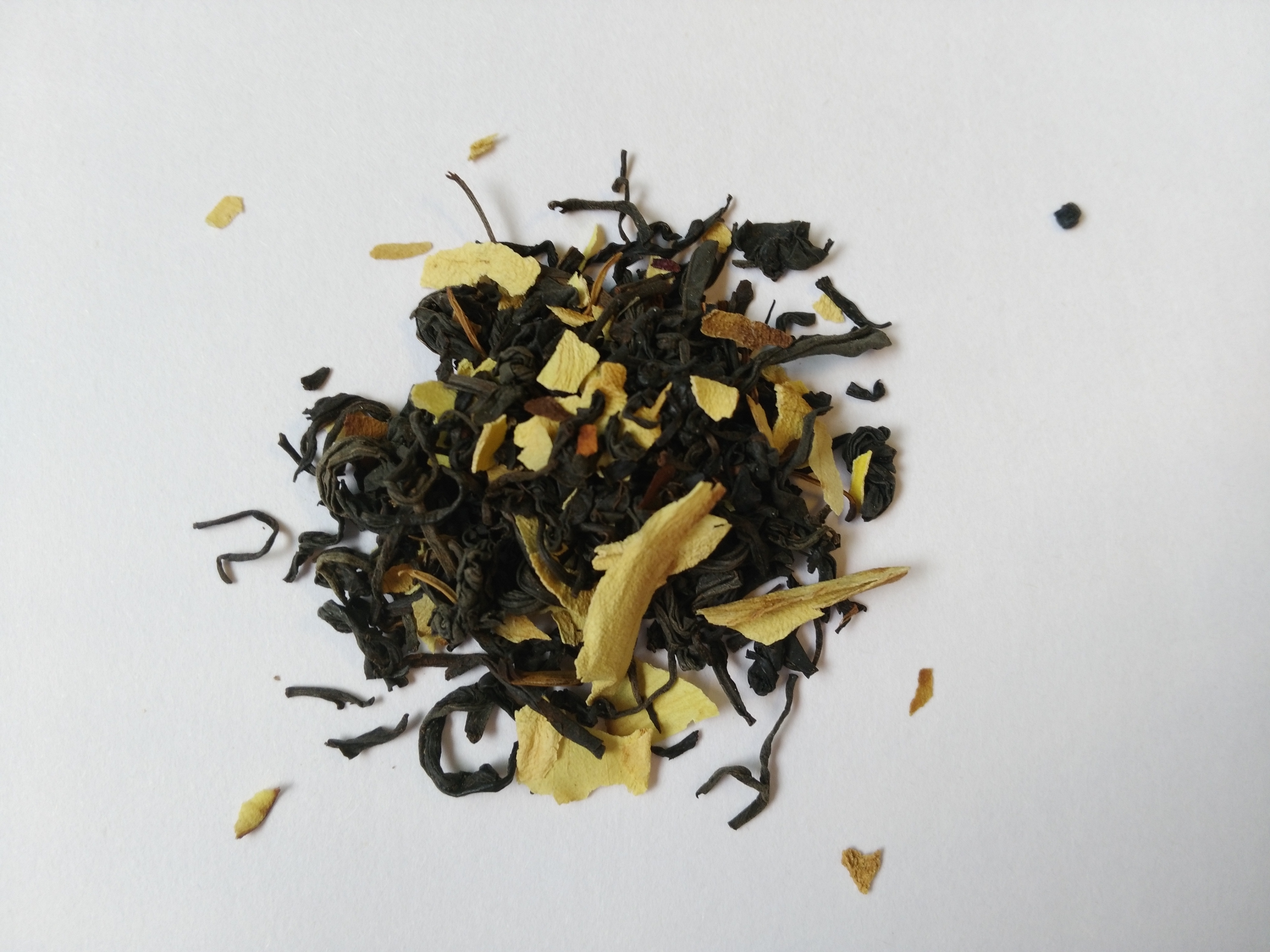
Чай з пелюстками маґнолії
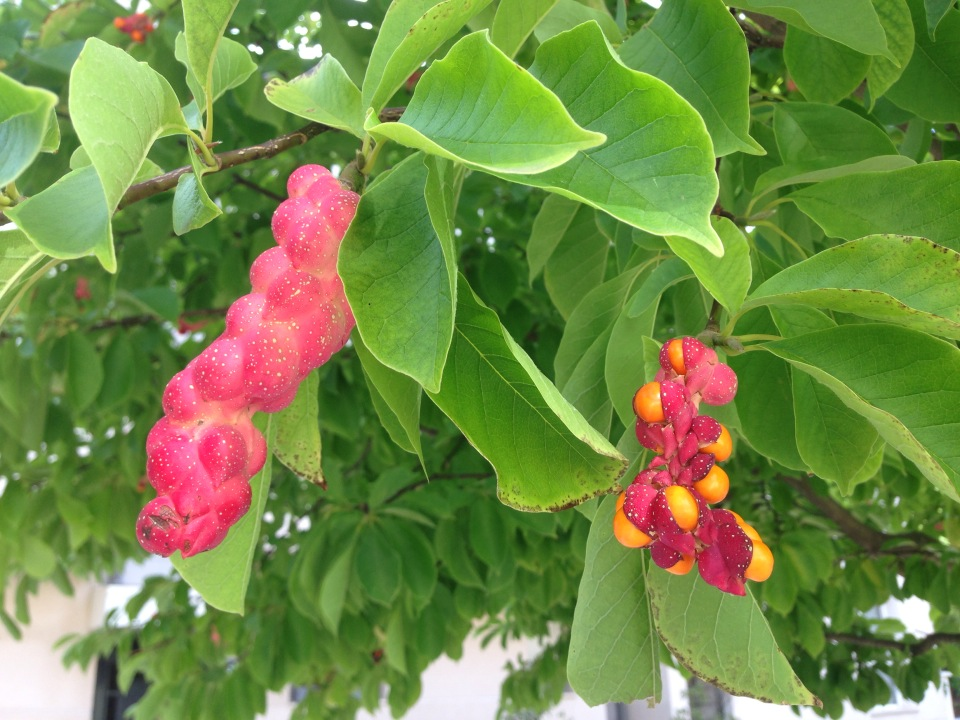
Насіння
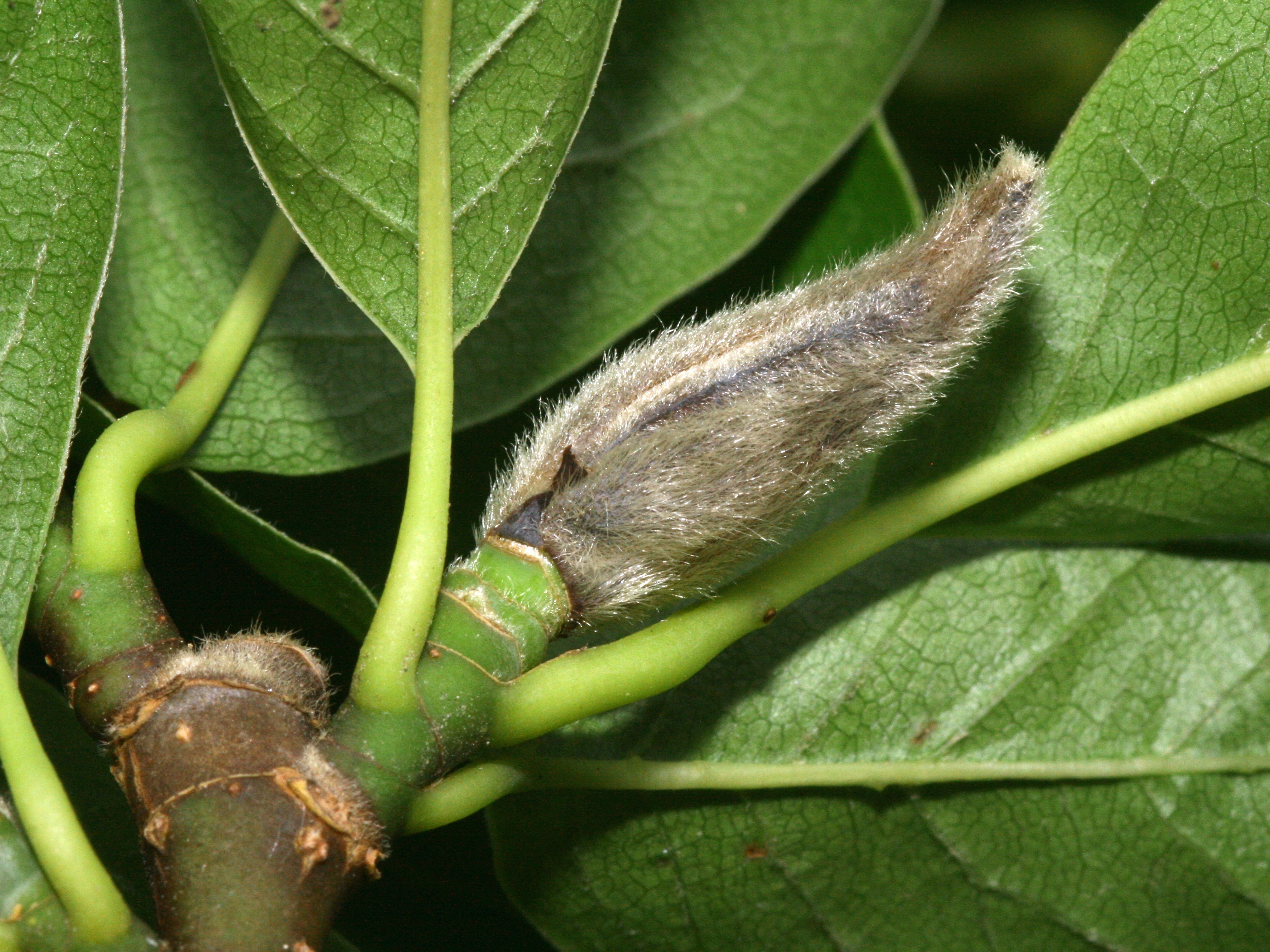
Бруньки
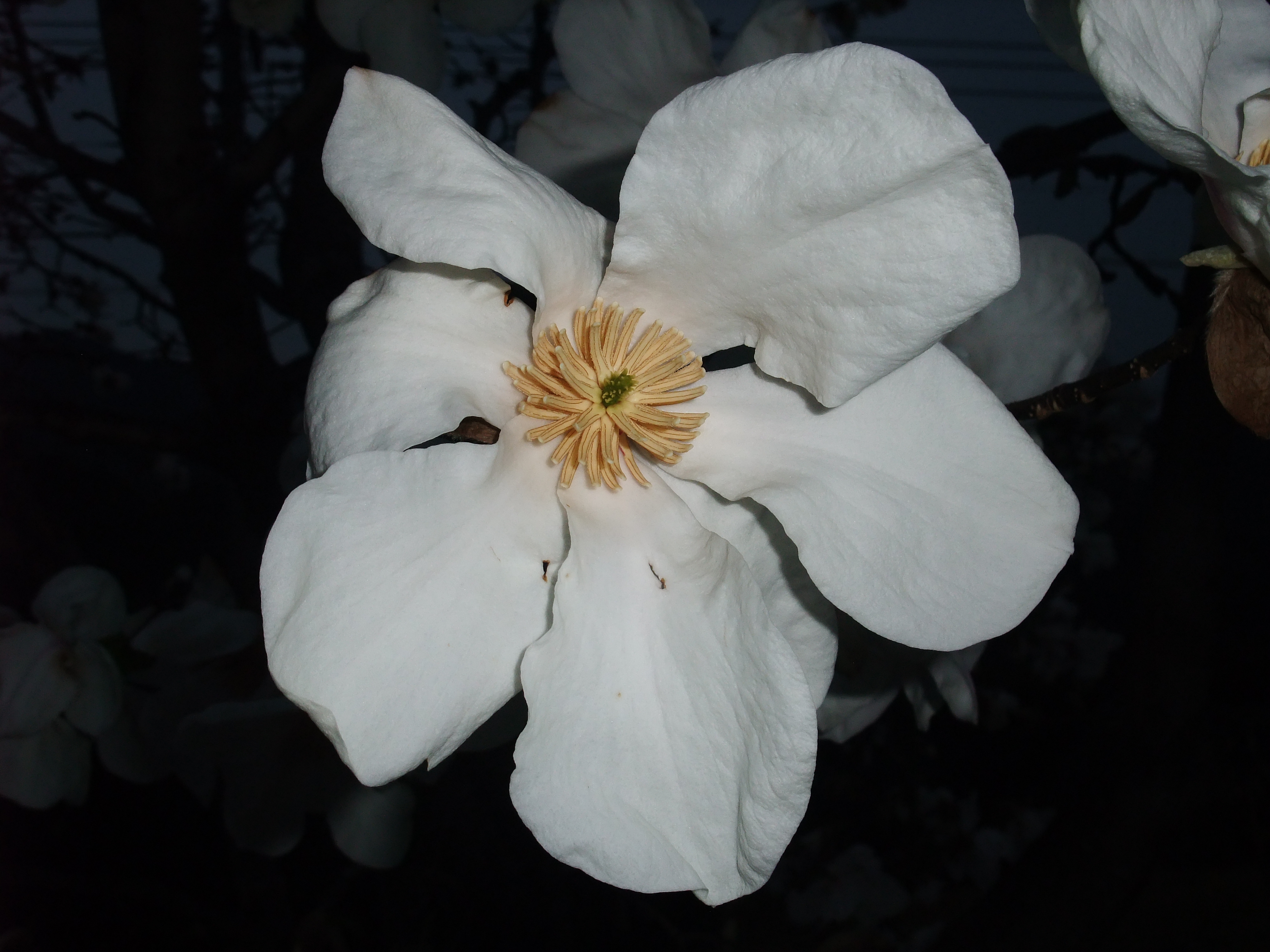
Квіти
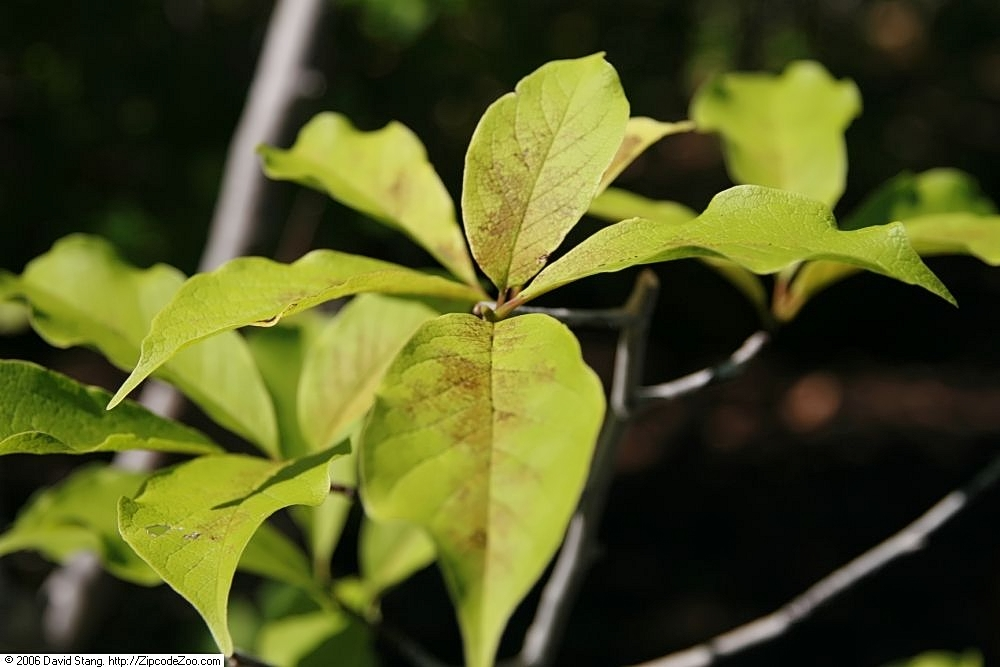
Листя